# Jonas Moström

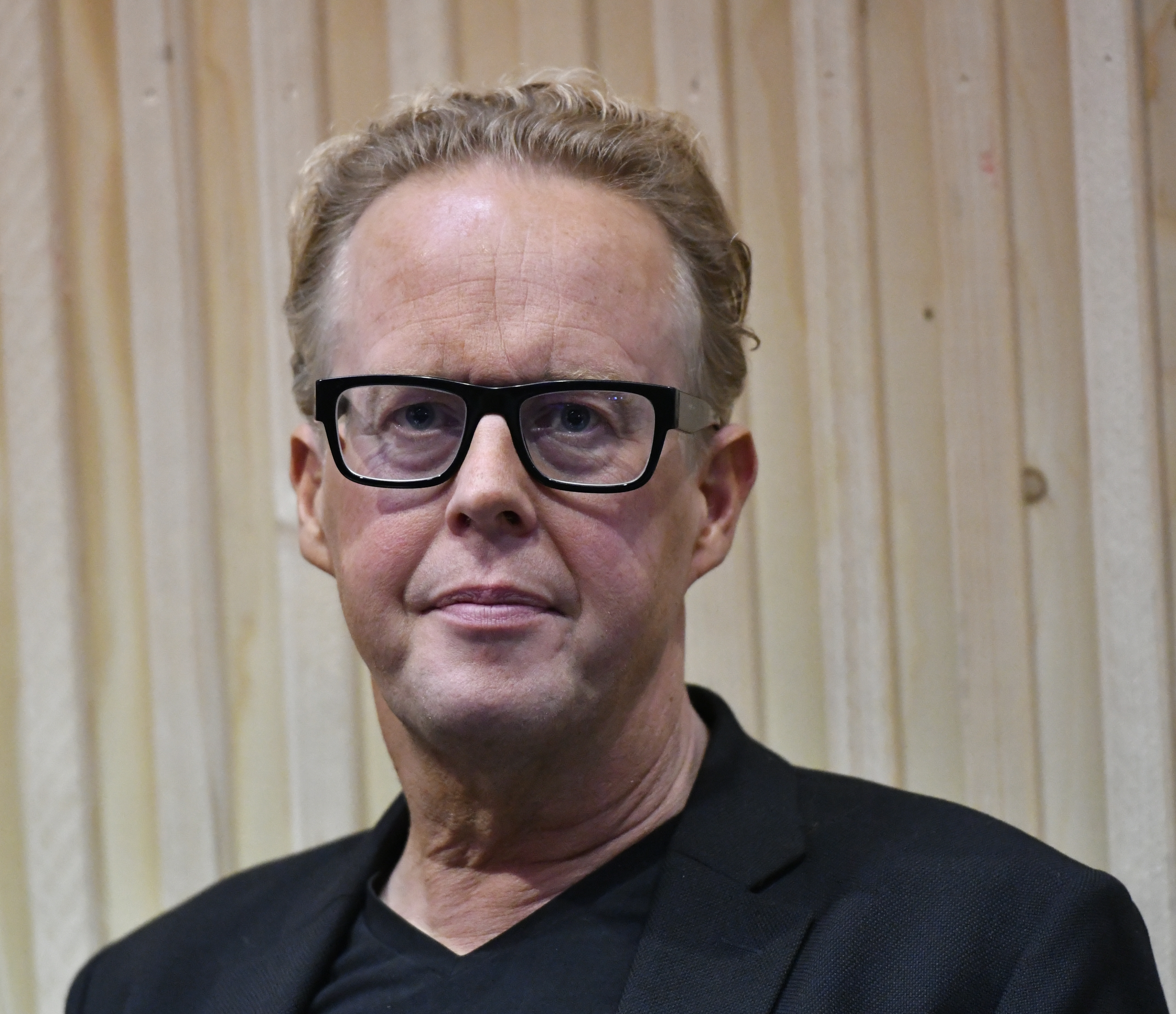
Från Bokmässan i Göteborg 2024.

Jonas Moström, född 6 maj 1973 i Bräcke församling i Jämtland, är en svensk deckarförfattare och läkare. 

## Författarskap
Efter läkarstudier vid Uppsala universitet gjorde Moström AT-tjänst i Sundsvall, där hans första åtta deckare  utspelar sig.
Han debuterade 2004 med thrillern Dödens pendel som fick fina recensioner, bland annat i Dagens Nyheter. Uppföljaren Svart cirkel kom 2006 och erhöll en Guldpocket för över 100 000 sålda exemplar. Moströms tredje roman Hjärtats mörker utkom 2008. Rymd utan stjärnor, som tar upp ämnet aktiv dödshjälp, utkom 2009 på Lind & Co. Därefter har Moström skrivit Mirakelmannen, Evig Eld, Stryparen och Storsjöodjuret. Deckarserien, som innefattar åtta romaner, handlar om sundsvallspolisen och utredaren kriminalkommissarien Johan Axberg samt läkaren Erik Jensen. Samtliga böcker finns som ljudbok, inlästa av Torsten Wahlund.
År 2014 kom Moström med en ny serie, om psykiatrikern Nathalie Svensson, Sveriges främsta expert på psykopater och medlem i rikskriminalens gärningsmannaprofilgrupp. Samtliga nio böcker i serien (se nedan) finns inläst som ljudbok av Marie Richardson.
2019 publicerades novellsamlingen 7 dagar, som Moström skrivit med sin dotter Roseanna Lagercrantz. Den innehåller sju spänningsnoveller, med en dödssynd per veckodag, och finns även som sju fristående ljudböcker med sju olika inläsare.
Moström tar ofta upp etiska frågeställningar kopplade till sjukvård: aktiv dödshjälp, organdonation, alternativ medicin, genmanipulation, abortgränser och infertilitetsbehandling. I romanen Blindspår har en av huvudpersonerna Downs syndrom, något som Moströms berättat i intervjuer att hans äldre bror har. 
Hans kriminalromaner är översatta till mer än tio språk.

## Priser och utmärkelser
- 2006  fick romanen Svart cirkel en Guldpocket.
- 2016 mottog Moström Sundsvalls Tidnings och SCA:s jubileumsstipendium för "att han gett Sundsvall och Medelpad en plats i den genre, som nationellt och internationellt, kommit att ses som den folkliga svenska samtidsromanen: deckaren".
- 2017 fick romanen Midnattsflickor, inläst av Marie Richardson,  Stora Ljudbokspriset i kategorin Spänning.